# Izawa Haruki
Haruki Izawa (sinh ngày 14 tháng 6 năm 1999) là một cầu thủ bóng đá người Nhật Bản.

## Sự nghiệp câu lạc bộ
Haruki Izawa đã từng chơi cho Kamatamare Sanuki.